# 小沢さとし
小沢 さとし（おざわ さとし、1938年7月8日 - ）は、日本の児童文学作家、小説家。

## 略歴
長野県上伊那郡箕輪町出身。本名・聰。立教大学文学部卒。箕輪町の資料館「美空ひばり歌の里」館長。1983年『黒潮物語』で塚原健二郎文学賞受賞。「絵本伊那谷ものがたり」シリーズを刊行している。

## 著書
- 『先生!こっちへおいでよ 長編小説』秋山清美イラスト 総和出版 1981
- 『黒潮物語』総和社 1983
- 『松井須磨子 日本で初めての近代劇女優』(信濃の伝記シリーズ)田代三善絵 郷土出版社 1989
- 『和睦 武田晴信(信玄)と藤沢頼親の福与城をめぐる攻防』郷土出版社 1994
- 『新・酒呑童子物語 大江山の怪童』総和社 1997
- 『もうひとりの美空ひばり』総和社 1997
- 『海ばら遠く』総和社 2000
- 『民話の森 読んで楽しい民話100選』総和社 2004
- 『仁王さまとキツネ』(信州・読み聞かせ民話絵本シリーズ 橋爪まんぷ絵 郷土出版社 2007
- 『旅の坊さん』(信州・読み聞かせ民話絵本シリーズ)亀子誠絵 郷土出版社 2007
- 『新伊那谷の昔話集』一草舎 2009
- 『ちょっと笑える昔ばなし』ほおずき書籍 2011
- 『ちょっと笑える昔ばなし 2』ほおずき書籍 2012
- 『赤い夕顔の花』(絵本伊那谷ものがたり) 橋爪まんぷ絵 白鳥舎 2012
- 『河童の妙薬』(絵本伊那谷ものがたり) 橋爪まんぷ絵. 白鳥舎 2013
- 『松井須磨子物語』ほおずき書籍 2013
- 『娘を恋した黒牛』(絵本伊那谷ものがたり) 橋爪まんぷ絵. 白鳥舎 2013
- 『長姫さまと鈴虫』(絵本伊那谷ものがたり) 橋爪まんぷ絵. 白鳥舎 2014
- 『帰ってきたお不動さま』(絵本伊那谷ものがたり) 橋爪まんぷ絵. 白鳥舎 2014
- 『ちょっとホッとする昔ばなし』ほおずき書籍 2014
- 『天かける神馬』(絵本伊那谷ものがたり) 橋爪まんぷ絵. 白鳥舎 2015
- 『姫ますのねがい』(絵本伊那谷ものがたり) 橋爪まんぷ絵. 白鳥舎 2015
- 『ちょっとジ～ンとくる昔ばなし』ほおずき書籍 2015
- 『不思議な大泉川』(絵本伊那谷ものがたり) 橋爪まんぷ絵. 白鳥舎 2016
- 『子犬とオオカミ』(絵本伊那谷ものがたり) 橋爪まんぷ絵. 白鳥舎 2016
- 『ちょっとほのぼのする昔ばなし』ほおずき書籍 2016
- 『名医の昔ばなし』(絵本伊那谷ものがたり) 橋爪まんぷ絵. 白鳥舎 2017

### 編纂
- 『伊那谷の民話集』向山雅重採話, 小沢編 郷土出版社 1991